# Абрикосова вулиця (Сіверськодонецьк)
Абрикосова вулиця  — вулиця у Сіверськодонецьку. Довжина 270 метрів. Починається від вулиці Юності. Закінчується на перетині з вулицею Зеленою. Забудована одноповерховими приватними житловими будинками.
До 19 січня 2024 року носила ім'я Германа Степановича Титова - російського радянського космонавта.